# Jeff Rich
Jeff Rich (ur. 8 czerwca 1953 w Londynie) – brytyjski perkusista, były członek zespołu rockowego Status Quo.

## Kariera
Rich współpracował z kilkoma wykonawcami, w tym ze Stretch, Judie Tzuke i Climax Blues Band. W tym ostatnim zespole poznał Johna „Rhino” Edwardsa, wraz z którym został następnie członkiem Status Quo.
Współpraca Jeffa ze Status Quo rozpoczęła się w 1985, kiedy zespół nagrywał album In the Army Now.
W 2000 postanowił zakończyć karierę zawodowego perkusisty, by móc poświęcić więcej czasu rodzinie. Później zajmował się udzielaniem lekcji gry na perkusji dzieciom.